# Geum molle
Geum molle är en rosväxtart som beskrevs av Roberto de Visiani och Pancic. Geum molle ingår i släktet nejlikrotsläktet, och familjen rosväxter. Inga underarter finns listade i Catalogue of Life.